# La Poile
La Poile (Anciennement La Poële) est une petite communauté côtière située sur la côte sud-ouest de l'île de Terre-Neuve dans la province de Terre-Neuve-et-Labrador au Canada.

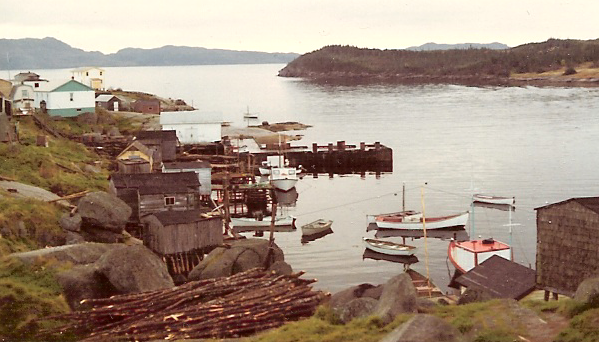
Vue du village de La Poile.

## Géographie
La localité de La Poile est située sur la baie La Poile débouchant sur la rive sud de l'île de Terre-Neuve.